# Troubles dans la région autonome ouïghoure du Xinjiang

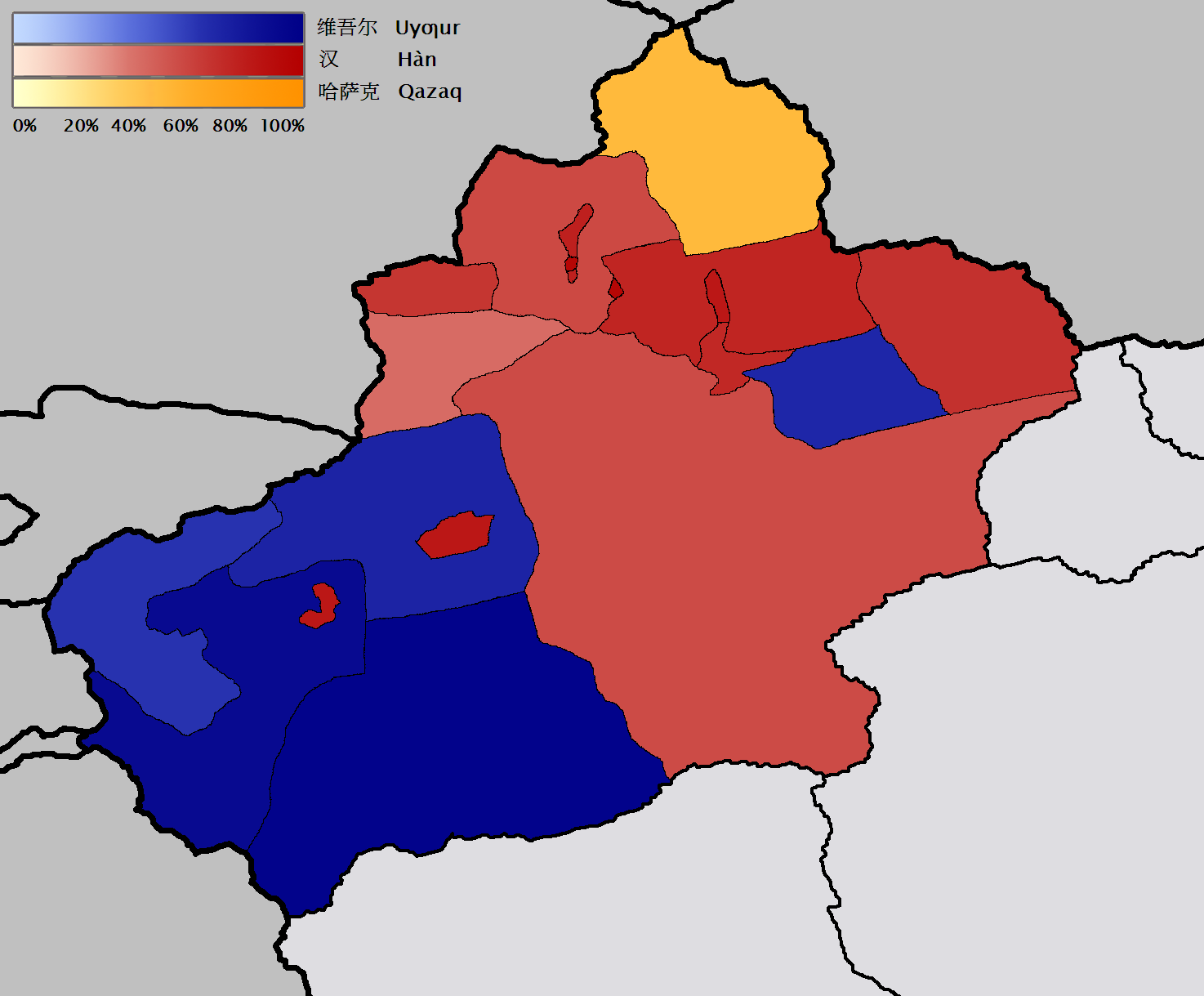
Carte du Xinjiang présentant la répartition des ethnies par préfecture. Le bleu correspond aux Ouïghours, le rouge aux Hans et le jaune aux Kazakhs.

La région autonome ouïghoure du Xinjiang est une région autonome de la république populaire de Chine qui fut fondée par le gouvernement chinois le 1er octobre 1955 pour remplacer la province de Xinjiang. Après l'entrée de l'Armée populaire de libération en 1949, la république du Turkestan oriental (1944-1949), qui occupait trois districts du nord de la province, fut supprimée. Depuis cette date, des organisations séparatistes ouïghoures se sont succédé au Xinjiang, réclamant l'indépendance de ce qu'elles nomment le Turkestan oriental ou Ouïghourstan. C'est ainsi que de nombreux troubles ont éclaté dans la région entre la population ouïghoure et le gouvernement chinois ; ce dernier refusant toute velléité indépendantiste et menant depuis 1955 une politique de sinisation du Xinjiang qui s'est accélérée dans les années 1990.
Les évènements de repression de la communauté ouïghoure dans les années 2010 entraînèrent notamment des accusations de génocide culturel de la part de différentes ONG.

## Histoire
Le Xinjiang, ou Turkestan oriental, fut rattaché à l'empire chinois en 1759 mais deux régions de Xinjiang connurent au milieu du XXe siècle de courtes périodes de presque indépendance : l'ouest de Xinjiang de 1933 à 1934 et le nord de Xinjiang de 1944 à 1949. Après sa conquête par l'empire mandchou, et avant la création de la République populaire de Chine en 1949, la province manifesta un désir d'émancipation par l'intermédiaire de différents mouvements nationalistes issus principalement du panislamisme et du panturquisme. En 1949 les Hans représentaient 6 % de la population de la région.
Après 1949 et l'intégration du Xinjiang à la RPC, les cadres communistes associèrent les élites musulmanes du Turkestan oriental au régime mais sans parvenir à enrayer le nationalisme ouïghour. Durant la Révolution culturelle, Mao opta pour des méthodes répressives et développa une véritable politique de sinisation avec l'implantation au Xinjiang de millions de Hans, l'ethnie majoritaire en Chine. La politique chinoise s'assouplit en 1978 avec l’arrivée de Deng Xiaoping mais les troubles s'intensifièrent en 1990 après le retrait de l'Armée rouge d'Afghanistan et l'indépendance en 1991 de trois républiques musulmanes ex-soviétiques aux frontières orientales de la Chine. Avec les modèles tadjik, kirghize et kazakh aux portes du Xinjiang, les aspirations séparatistes ouïghoures redoublèrent et les revendications prirent une dimension internationale avec l’accroissement du rôle joué par la diaspora.

## Contentieux entre communauté ouïghoure et han
Au recensement de 2000, le Xinjiang comptait 19,2 millions d'habitants. L'ethnie ouïghoure représentait 45 % de la population, les Hans 41 %, les Kazakhs 7 %, les Huis 5 %, les Kirghizes 0,9 % et les Mongols 0,8 %. Les Hans vivent principalement dans les villes où ils sont souvent majoritaires, ainsi dans la capitale Ürümqi ils représentent 70 % de la population.
Le sinologue Jean-Luc Domenach indique qu'il y a eu de nombreuses révoltes des Ouïghours du fait d'un sentiment identitaire fort : « En fait, il y a un esprit de résistance des Ouïgours depuis que les Hans colonisent le Xinjiang ». Aujourd'hui les Ouïghours considèrent « que la progression de l'économie chinoise se fait à leurs dépens et facilite une domination croissante des Chinois sur leur population ».

## Faits marquants
Entre 1987 et 1990, le Xinjiang connut plus de 200 attentats à la bombe, dirigés surtout contre des bâtiments officiels et des bureaux du contrôle des naissances. En 1993, il y eut plus de 17 explosions dans la seule ville de Kachgar et en 1994 trois grosses explosions à Aksu. En 1996, le gouvernement chinois lança une grande opération de lutte contre la criminalité qui se traduisit par une campagne de perquisitions et d'arrestations.
- Incident de Baren : révolte de 2 000 fermiers ouïghours en 1990 dans le village de Baren au nord-ouest de Kachgar[7].
- Incident de Yining : répression par l'armée chinoise de manifestations et émeutes ouïghoures dans la ville de Yining le 5 février 1997.
- Raid d'Akto : opération des forces de police chinoises en janvier 2007 contre un camp du Parti islamique du Turkestan.
- Troubles au Xinjiang en 2008 : attentat à Ürümqi le 18 mars 2008 et manifestations ouïghoures réprimées par le gouvernement chinois dans l'extrême ouest du Xinjiang.
- Attentat de Kachgar : assassinat le 4 août 2008 à Kachgar de 16 policiers chinois par deux séparatistes ouïghours.
- Émeutes au Xinjiang en juillet 2009 : émeutes inter-ethniques et affrontements entre Ouïghours et policiers à Ürümqi.

## Événements récents
Le 10 mars 2008, le gouverneur de la province chinoise du Xinjiang, peuplée de turcophones musulmans, a annoncé avoir déjoué, lors d'une opération de police menée le 27 janvier contre un groupe séparatiste Ouïgour à Ürümqi, une tentative d'attentat islamiste contre les Jeux Olympiques. Selon Wang Lequan, ce projet d'attentat aurait été commandité par le Parti islamique du Turkestan, organisation terroriste basée en Afghanistan et au Pakistan. Le quotidien français Le Figaro précise que « la Chine n'a montré aucune preuve à charge » de cette affaire au cours de laquelle deux militants du groupe séparatiste furent tués et 15 arrêtés.
Plusieurs attentats ont été enregistrés dans cette région en 2008 dont celui du 4 août 2008 dans lequel 16 policiers Hans ont été tués. Les 23 et 24 mars, des manifestations d'indépendantistes ouïgours se sont déroulées dans la ville de Hetian, aussi appelé Khotan, rassemblant 1000 personnes, dont 600 ont été emprisonnées.
En novembre 2013 à Kachgar, l'agence de presse officielle Chine nouvelle rapporte la mort de 11 personnes dont 2 policiers lors de l'attaque d'un commissariat par des manifestants armés de haches.
Le 1er mars 2014, vers 21 h (heure locale), huit personnes (six hommes et deux femmes) sombrement vêtues font irruption dans la gare de Kunming munies d'armes blanches, puis attaquent sans distinction particulière les passagers présents au sein de la gare. 31 personnes sont tuées et 143 autres blessées, alors que quatre assaillants sont abattus par la police chinoise et un cinquième blessé par balles. Le 3 mars, les autorités chinoises annoncent avoir arrêté les trois derniers fugitifs, qui seront exécutés le 24 mars de la même année à la suite d'un procès controversé.
Le 29 juillet 2014, Attaques de 2014 à Yarkand.
Le 29 novembre 2014, 15 personnes sont tuées (dont 11 indépendantistes ouïghours) et 14 autres blessées à la suite d'une attaque dans le xian de Yarkand.
Le 18 septembre 2015, un groupe d'Ouïghours, armés de couperets et d'armes blanches[réf. nécessaire], ont tué 16 personnes, dont cinq policiers, lors de l'attaque d'une mine de charbon de la région d’Aksou. La chasse à l'homme engagée par la police s'était soldée par la mort de 28 des assaillants. La nouvelle ne fut divulguée qu'en novembre, après les attentats de Paris. Alors que pour la Chine, ce massacre est un acte de terrorisme, la journaliste française Ursula Gauthier déclare que ce qui s'est passé au Xinjiang n'a rien de commun avec les attentats parisiens, affirmant que la violence des Ouïghours avait pour cause la politique de la Chine à l'égard de ses minorités ethniques. À la suite de cet article, Ursula Gauthier est expulsée, de facto, de Chine le 31 décembre 2015.

## Camps de rééducation et répression
Dans les années 2010, des centaines de milliers de musulmans pratiquants ouïghours et kazakhs passent par des camp de rééducation chinois. L'idéologie communiste est inculquée aux détenus qui subissent des tortures et sont forcés à manger du porc et à boire de l'alcool,. En mars 2017, le gouvernement chinois interdit le port du voile islamique pour les femmes et le port de barbes considérées comme « anormales » pour les hommes. En avril 2017, il interdit pour les nouveau-nés l'adoption de vingt-neuf prénoms musulmans, dont Mohammed, sous peine que les enfants concernés ne se voient refuser l'obtention du Hukou.
La République populaire de Chine est également accusée de mener un génocide à l'encontre des Ouïghours. Le recours à une politique massive de stérilisation forcée ainsi qu'à des avortements ciblant cette population dans le but de détruire tout ou partie d'un groupe culturel, ethnique ou religieux étant considéré comme constitutif d'un génocide selon la Convention pour la prévention et la répression du crime de génocide. Le Parlement canadien a ainsi reconnu l'existence d'un tel génocide le 22 février 2021. Le secrétaire d'État des Etats-Unis Antony Blinken a quant à lui admis le 11 avril 2021 que la politique chinoise au Xinjiang constituait une « tentative de génocide », et une motion reconnaissant l'existence de ce génocide a également été adoptée en ce sens par le Parlement du Royaume-Uni.